# Ansiulus matumotoi
Ansiulus matumotoi är en mångfotingart som beskrevs av Masatoshi Takakuwa 1940. Ansiulus matumotoi ingår i släktet Ansiulus och familjen Mongoliulidae. Inga underarter finns listade i Catalogue of Life.